# Schlacht bei Birten
Die Schlacht bei Birten fand im März 939 auf dem linken Rheinufer bei Birten nahe Xanten statt. In dieser Schlacht besiegte der ostfränkische König Otto das Heer seines Schwagers, des lothringischen Herzogs Giselbert, der sich im Kampf um die Herrschaft im Ostfrankenreich mit Ottos Bruder Heinrich verbündet hatte. Neben der Schlacht bei Andernach, die Otto anschließend gegen den fränkischen Herzog Eberhard und erneut gegen Giselbert führen ließ, ebnete die Schlacht bei Birten Otto den Weg zur Durchsetzung seiner Königsmacht gegen Rivalen im Reich.

## Geschichte
König Otto, der unter Abkehr vom Prinzip der karolingischen Herrschaftsteilung als Nachfolger Heinrichs I. am 7. August 936 in der Aachener Pfalzkapelle den Karlsthron bestiegen hatte, war mit zahlreichen Konflikten innerhalb der altsächsischen Königsfamilie und der ostfränkischen Adelsgesellschaft konfrontiert. Daher waren seine ersten fünf Regierungsjahre von latenten Krisen geprägt.
Ottos Halbbruder Thankmar, der trotz Seniorität bei der ostfränkischen Thronfolge leer ausgegangen war, fühlte sich 938 auch bei Ottos Vergabe eines Oberbefehls über die Sächsische Ostmark an den Adeligen Gero übergangen und verbündete sich daraufhin mit dem fränkischen Herzog Eberhard und dem bayerischen Herzog Eberhard gegen Otto. Übergangen fühlte sich auch Graf Wichmann I., weil sein jüngerer Bruder Hermann Billung von Otto zum sächsischen Heerführer bestellt worden war. Während sich Wichmann mit Otto wieder versöhnte, führte Thankmar zusammen mit dem fränkischen und dem bayerischen Eberhard einen Aufstand an, in dessen Verlauf er in der von Otto belagerten Eresburg starb. Wie der sächsische Geschichtsschreiber Widukind von Corvey berichtete, soll ihn Mainca, einer der Gefolgsleute Thankmars, in der Kapelle der Burg meuchlings getötet haben.
Bald darauf begann Ottos Bruder Heinrich eine Revolte. Hierzu verbündete er sich mit dem fränkischen Herzog Eberhard, Giselbert von Lothringen und weiteren Adeligen. Als Otto erfuhr, dass sich Heinrich und Giselbert am linken Niederrhein gegen ihn positioniert hatten, zog er mit einer Streitmacht zunächst nach Dortmund. Den Burgvogt der Stadt schickte er zu seinem Bruder Heinrich, um ihn zur Aufgabe zu bewegen. Da dieser Versuch aber keinen Erfolg hatte, begab sich Otto mit seinen sächsischen Truppen selbst an den Niederrhein, um Heinrich zu stellen.

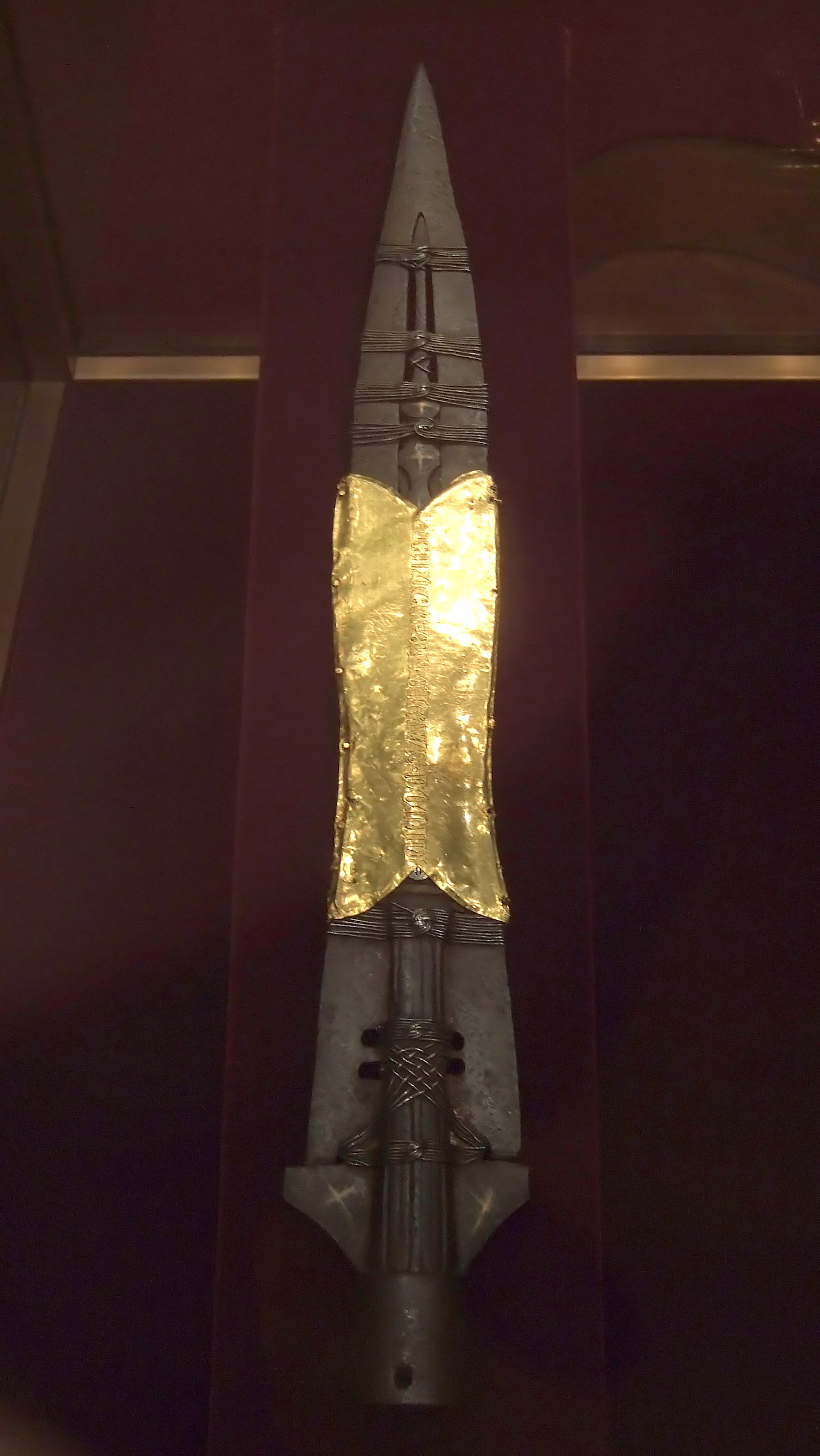
Heilige Lanze

Eine schwierige Operation war die Rheinüberquerung nach Birten, das damals „Biertana“ hieß. Da Otto nur wenige Boote hatte, konnte seine Streitmacht nur allmählich auf das linke Rheinufer übersetzen. Während er sich selbst mit einem Großteil seiner Truppen noch auf dem rechten Rheinufer befand, drohte Ottos linksrheinisch anlandende Vorhut ein leichtes Opfer der Lothringer zu werden. Wie Liutprand von Cremona anekdotisch darstellte, soll sich Otto in diesem Moment nach dem Vorbild des Mose flehend vor die von ihm mitgeführte Heilige Lanze geworfen und Gott eingedenk der biblischen Geschichte vom Angriff der Amalekiter auf die Israeliten (Ex 17,8–16 ) um Beistand angebetet haben.
Nach Widukinds Bericht führte eine List zum Sieg Ottos: Unter dem Schutz eines Altarms des Rheins, der ein direktes Zusammentreffen seiner angelandeten Truppen mit der lothringischen Streitmacht verhinderte, teilte sich das Heer Ottos in zwei Abteilungen. Die erste Abteilung der Sachsen, die zu Pferd war, ritt an die Flanke der Lothringer und überraschte diese. Einige der Sachsen sprachen altfranzösisch und riefen den Lothringern zu, sie sollten fliehen. Die Lothringer bemerkten in der Verwirrung nicht, dass die Rufe von ihren Feinden kamen und so flohen sie nach kurzer Zeit. Noch während des Kampfes setzte Otto mit dem Rest seiner Truppen über den Rhein und verfolgte die Lothringer. Ottos Bruder Heinrich wurde während des Kampfes verwundet und zog sich nach Sachsen zurück. Otto folgte ihm, um einem Aufstand in Sachsen vorzubeugen und verbreitete die falsche Nachricht vom Tode Heinrichs, sodass viele Burgen, die Heinrich vorher für sich gewonnen hatte, sich wieder König Otto anschlossen. Nach der Überlieferung Widukinds starb in der Schlacht bei Birten Mainca, der Meuchelmörder von Ottos Bruder Thankmar.